# Skoruszowy Burdel

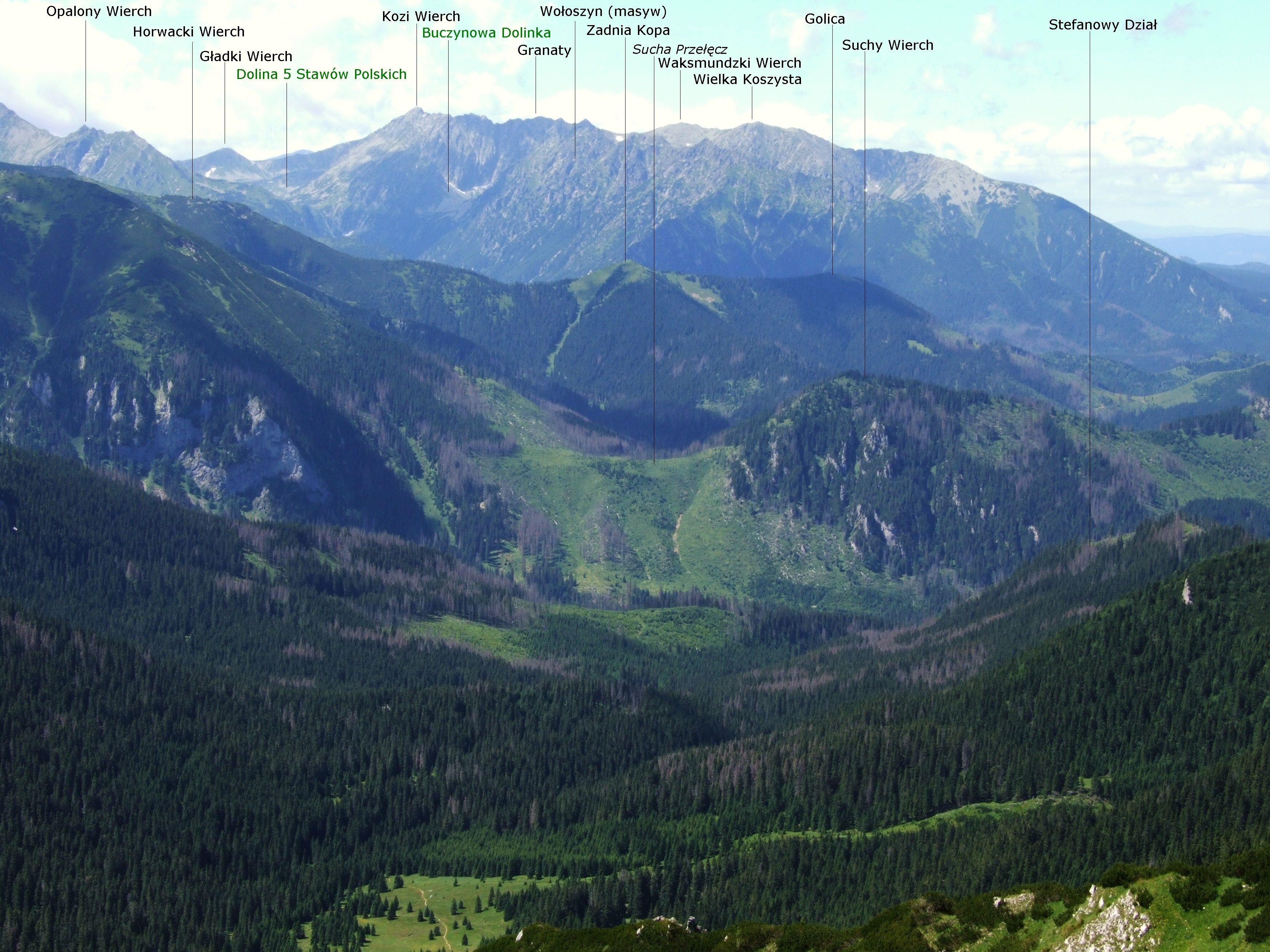
Skoruszowy Dział pierwszy z lewej strony

Burdel, dla odróżnienia od innych o tej samej nazwie nazywany Skoruszowym Burdelem (słow. Burdel) – położona na wysokości 1411 m niewielka polanka na Skoruszowym Dziale w słowackich Tatrach Wysokich. Znajduje się na samym grzbiecie, w dolnej jego części. Dawniej była koszona i wypasana. Po 1940 wybudowano na niej domek myśliwski (chata na Burdeli), potem zamieniony został na domek służbowy TANAP-u. Od polanki odchodzą trzy drogi: droga jezdna do dna Doliny Zadnich Koperszadów na tzw. Krzyżówkę, w południowym kierunku ścieżka do Kołowego Stawu i w południowo-zachodnim kierunku dróżka przez Kołowy Potok na Polanę pod Upłazem.
Słowo burdel jest prawdopodobnie pochodzenia wołoskiego. W języku rumuńskim burden to zagroda dla owiec. W gwarze małopolskiej słowem tym określano również stary, zniszczony budynek. Nie ma ono nic wspólnego z potocznym rozumieniem burdelu jako domu publicznego. W Tatrach jest jeszcze druga polana o nazwie Burdel – Kołowy Burdel.